# Gymnothorax emmae
Gymnothorax emmae är en fiskart som beskrevs av Prokofiev 2010. Gymnothorax emmae ingår i släktet Gymnothorax och familjen Muraenidae. Inga underarter finns listade i Catalogue of Life.